# Cruz Verde, Calcahualco
Cruz Verde är en ort i Mexiko.   Den ligger i kommunen Calcahualco och delstaten Veracruz, i den sydöstra delen av landet, 210 km öster om huvudstaden Mexico City. Cruz Verde ligger 1 943 meter över havet och antalet invånare är 1 005.
Terrängen runt Cruz Verde är huvudsakligen kuperad, men västerut är den bergig. Terrängen runt Cruz Verde sluttar brant österut. Runt Cruz Verde är det tätbefolkat, med 331 invånare per kvadratkilometer. Närmaste större samhälle är Heroica Coscomatepec de Bravo, 9,7 km sydost om Cruz Verde. Omgivningarna runt Cruz Verde är en mosaik av jordbruksmark och naturlig växtlighet.